# Кимберлийская сумчатая мышь
Кимберлийская сумчатая мышь (лат. Pseudantechinus ningbing) — вид из рода толстохвостых сумчатых мышей семейства хищные сумчатые. Эндемик Австралии.

## Распространение
Обитает в регионе Кимберли в северной части австралийского штата Западная Австралия, а также в северо-западной части Северной территории. Встречается на острове Огастус и островах Хейвуд вблизи побережья Кимберли.
Естественная среда обитания — скалистые районы со скудной растительностью, тропическое редколесье.

## Внешний вид
Длина тела с головой колеблется от 70 до 90 мм, хвоста — от 70 до 90 мм. Масса варьирует от 15 до 25 г. Спина покрыта серо-бурым волосяным покровом. Брюхо серовато-белого цвета. За ушами имеются участки красно-бурого цвета. Уши крупные, закруглённые. Основание хвоста утолщённое, в этой части расположены жировые отложения. Голова вытянутая с удлинённой мордой. Задние лапы широкие. Верхние три премоляра очень маленькие, на нижней челюсти отсутствуют.

## Образ жизни
Ведёт наземный образ жизни. Активность приходится на ночь, хотя в зимние месяцы часто греется на солнце. Днём, как правило, прячется в расщелинах.
Хищники. Основу рациона составляют насекомые и другие беспозвоночные.

## Размножение
Настоящая сумка отсутствует, вместо этого имеется складка кожи. Период размножения приходится на июнь. Беременность длится 45 дней. На свет появляется до 4 детёнышей. Количество сосков у самки — 4. Молодняк отлучается от груди примерно через 112 дней. Половая зрелость наступает через 330 дней. Максимальная продолжительность жизни в неволе неизвестна, в природе, предположительно живёт до 2 лет.